# Chris Powell (calciatore)
Christopher George Robin Powell, detto Chris (Lambeth, 8 settembre 1969), è un allenatore di calcio ed ex calciatore inglese, di ruolo difensore, tecnico in seconda dello Sheffield Weds.

## Carriera
Nella stagione 2012-2013 ha guidato il Charlton in Championship.

## Palmarès

### Giocatore

#### Competizioni nazionali
- Campionato inglese di seconda divisione: 1

Charlton: 1999-2000
- Football League One: 1

Leicester City: 2008-2009

### Allenatore

#### Competizioni nazionali
- Football League One: 1

Charlton: 2011-2012